# Институт США и Канады
Федеральное государственное бюджетное учреждение науки Институт Соединённых Штатов Америки и Канады имени академика Г.А. Арбатова Российской академии наук (ИСКРАН) — научное учреждение в составе Отделения глобальных проблем и международных отношений РАН, специализирующееся на комплексном изучении Соединённых Штатов Америки и Канады.

## История
Институт был создан в соответствии с постановлением Президиума Академии наук СССР от 8 декабря 1967 г. № 925 как Институт по Соединённым Штатам Америки Академии наук СССР. Перед организацией была поставлена задача по комплексному изучению США: их внешней и военной политики, внутренних процессов, культуры и идеологии. Эти исследования должны были иметь практическую значимость для советско-американских отношений. Институт оказывал непосредственное влияние на выработку внешнеполитического курса СССР по отношению к США.
Первым директором ИСКРАН стал его основатель Георгий Аркадьевич Арбатов, занимавший этот пост до 1995 г. Заместителями Георгия Аркадьевича стали Виталий Владимирович Журкин и Евгений Сергеевич Шершнев.
В Институте были сформированы несколько направлений исследований.
Отдел внутренней политики США курировал выдающийся советский журналист В. С. Зорин.
Отдел внешней политики возглавил Г. А. Трофименко, именно он первым в СССР начал анализировать военную политику США с применением политологических методов анализа. Основными направлениями исследований были: Ближнего Востока, которое возглавлял Александр Константинович Кислов; Европы, его курировал Юрий Павлович Давыдов; Дальнего Востока, которое возглавлял Владимир Петрович Лукин. Отдел военно-политических исследований возглавил М. А. Мильштейн.
Важным направлением исследований в Институте стало экономическое. Среди экономистов надо отметить специалиста по торговле Бабракова, были специалисты по разным вопросам, в том числе сельского хозяйства. Был создан отдел управления, который разрабатывал внедрение в советскую практику американских методов менеджмента, его возглавлял Б. З. Мильнер, которого позднее сменил Л. И. Евенко. Работа этого отдела сыграла большую роль в реализации проекта строительства завода «КАМАЗ», которое происходило совместно с американской компанией «Форд».
Канадоведческое подразделение было создано в Институте США АН СССР в марте 1972 г. по инициативе его основателя, Г. А. Арбатова. Это решение было обусловлено, с одной стороны, логикой развития исследований проблем США, а с другой — положительным поворотом в отношениях нашей страны с Канадой, вызвавшим неотложный спрос на различную информацию о соседе через полюс, основанную на глубоком научном знании. В отделе по изучению Канады работали такие выдающиеся личности как С. Ф. Молочков и Л. А. Баграмов. В соответствии с постановлением Президиума Академии наук СССР от 17 октября 1974 г. № 1015—015 Институт был переименован в Институт Соединённых Штатов Америки и Канады Академии наук СССР.
Отдел Канады ИСКРАН сыграл ключевую роль в создании в стране в 1991 г. Ассоциации изучения Канады (ныне — Российское общество изучения Канады, РОИК). Сотрудники отдела, являясь ведущими специалистами в исследованиях современной экономической и политической проблематики Канады, принимают самое активное участие в деятельности РОИК.

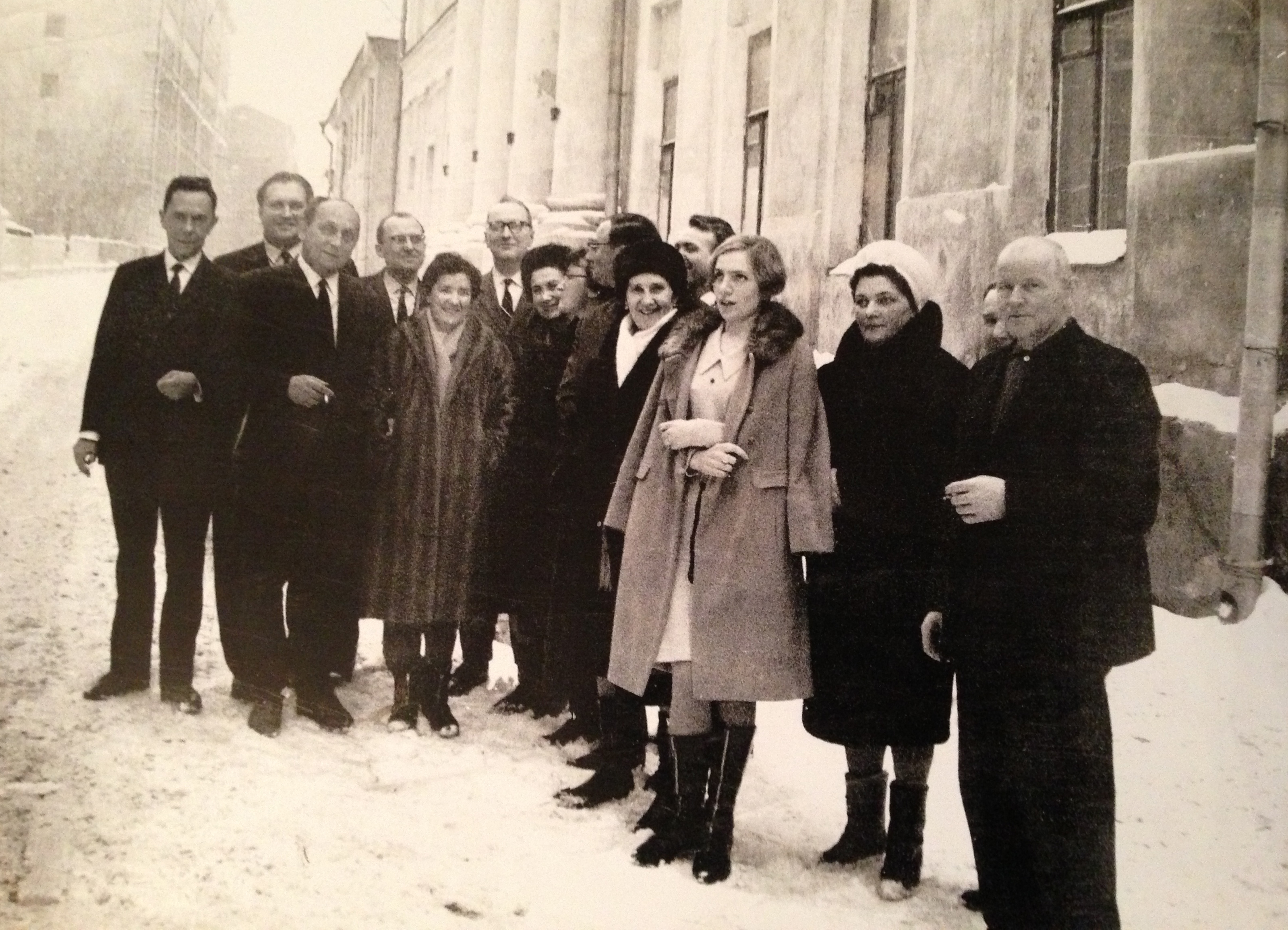
Первые сотрудники ИСКРАН, 1967 год

После распада СССР на основании Указа Президента РСФСР от 21 ноября 1991 г. № 228 «Об организации Российской академии наук» Институт вошел в состав Российской академии наук как Институт Соединённых Штатов Америки и Канады Российской академии наук.
Сегодня учреждение называется Федеральное государственное бюджетное учреждение науки Институт Соединённых Штатов Америки и Канады имени академика Г. А. Арбатова Российской академии наук.
Подробно история создания Института изложена в книгах и статьях его основателя Г. А. Арбатова:
- Арбатов Г. А. Моя эпоха в лицах и событиях. Автобиография на фоне исторических событий /. Москва, Собрание, 2008.
- Арбатов Г. А. Человек системы: наблюдения и размышления очевидца её распада / Москва, Вагриус, 2002. Сер. Мой 20 век.
- Арбатов Г. А. Об истории института/ США и Канада: экономика, политика, культура. 1997 г. № 12, с. 5-17.

C 2000 года на базе Института действует Факультет мировой политики в рамках Государственного академического университета гуманитарных наук (ГАУГН).
С 1995 г. по 2016 г. возглавлял С. М. Рогов, после чего он занял пост научного руководителя Института. На посту директора его заменил В. Н. Гарбузов, который проработал на этой должности до 2023 г.
1 сентября 2023 года Гарбузов отстранён от должности директора ИСКРАН за статью в «Независимой газете» о России эпохи XX—XXI веков с критикой современной российской власти и государственной пропаганды.
С сентября 2023 г. по январь 2025 г. исполняющим обязанности директора Института являлся С. В. Кислицын, с января 2025 —Н.А. Цветкова.

## Здание
Институт располагается по адресу г. Москва. Хлебный переулок д.2/3. Это здание, имеющие историческое название Усадьба Камынина-Забелина, было построено в XVIII в. и относится к памятникам архитектуры федерального значения.

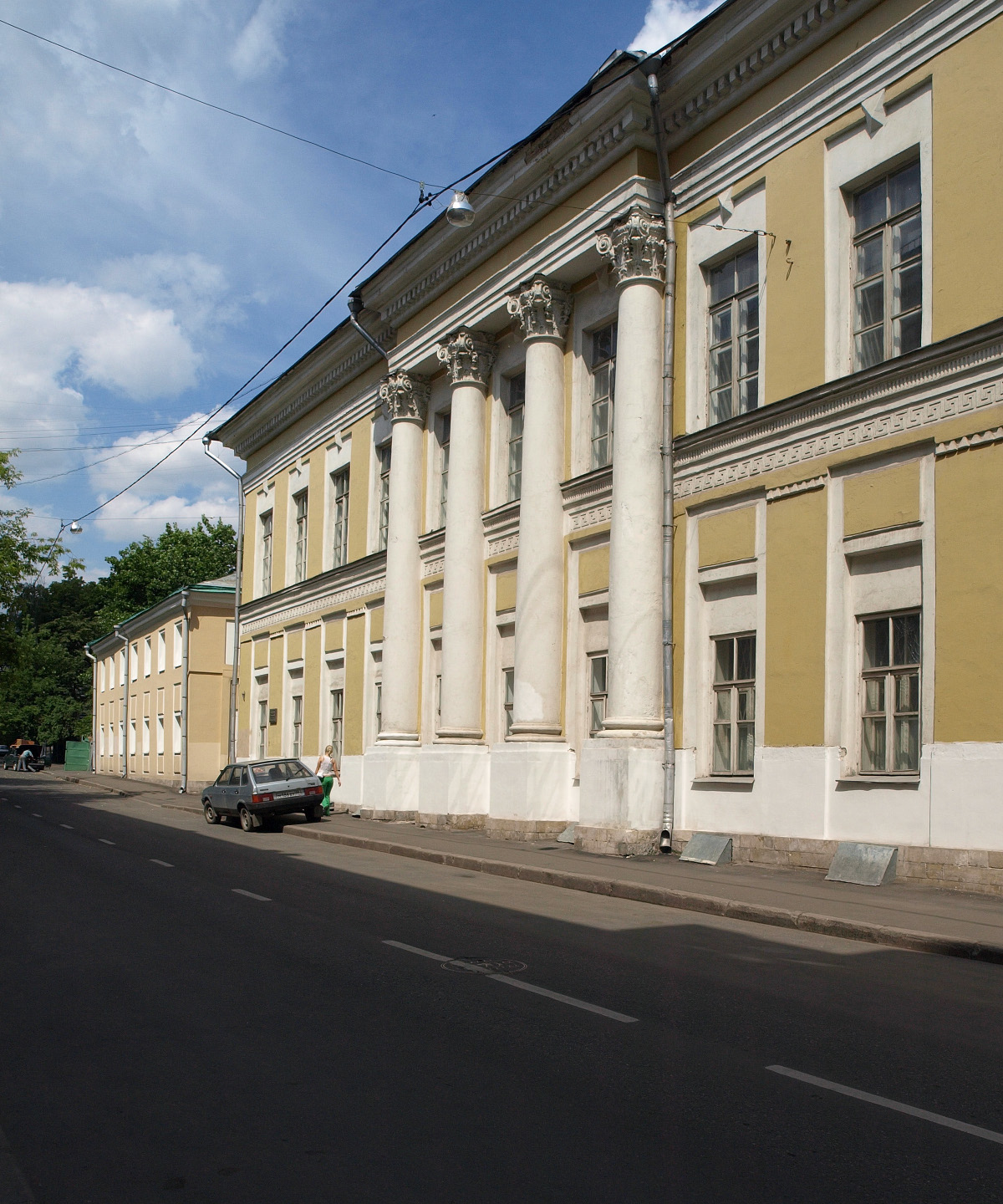
Здание на Хлебном переулке

«История усадьбы Камынина началась в 1758 г., когда Лукьян Иванович, служивший тогда в чине обер-прокурора и получивший известность как устроитель московского филиала архива министерства юстиции Российской империи, выкупил владение у своего шурина — князя Григория Алексеевича Щербатова за 150 тогдашних рублей».
Спустя некоторое время на участке начали возводить главный усадебный дом в два этажа. К 1770 г. он был построен одновременно с правым флигелем усадьбы, получившим скругленную угловую часть. Левый возвели лишь спустя 8 лет.
Фасадные плоскости главного усадебного дома оформили в стилистике раннего классицизма. Оконные проемы обоих уровней получили простое обрамление и лишь на втором над ними добавили в качестве декора замковые камни.
Пожар 1812 г. не пощадил усадьбу Камынина в Хлебном переулке и от главного дома остался лишь остов из кирпича.
В 1815 г. владение выкупает представитель купеческого сословия Михаил Петрович Забелин, но восстановили усадьбу лишь к 1823 г. Именно в тот период главный фасад дополнили портиком с четырьмя полуколоннами коринфского ордера.
Семейство Забелиных оставалось хозяевами усадьбы вплоть до конца XIX столетия. Часть помещений сдавалось в аренду. Здесь проживали танцор Адам Павлович Глушковский, филолог Иван Федорович Калайдович, живописцы Иосиф Иосифович Вивьен и Александр Сергеевич Ястребилов.
В 1865 г. помещения в усадьбе занимал редакционный коллектив «Московской газеты», которую издавал краевед Николай Петрович Бочаров. В конце XIX — начале XX в. здесь размещались классы частной гимназии.
В 1920-е гг. в бывшей усадьба Камынина-Забелина работала школа-семилетка и располагались аудитории одного из факультетов Московского Государственного университета.

## Директора ИСКРАН

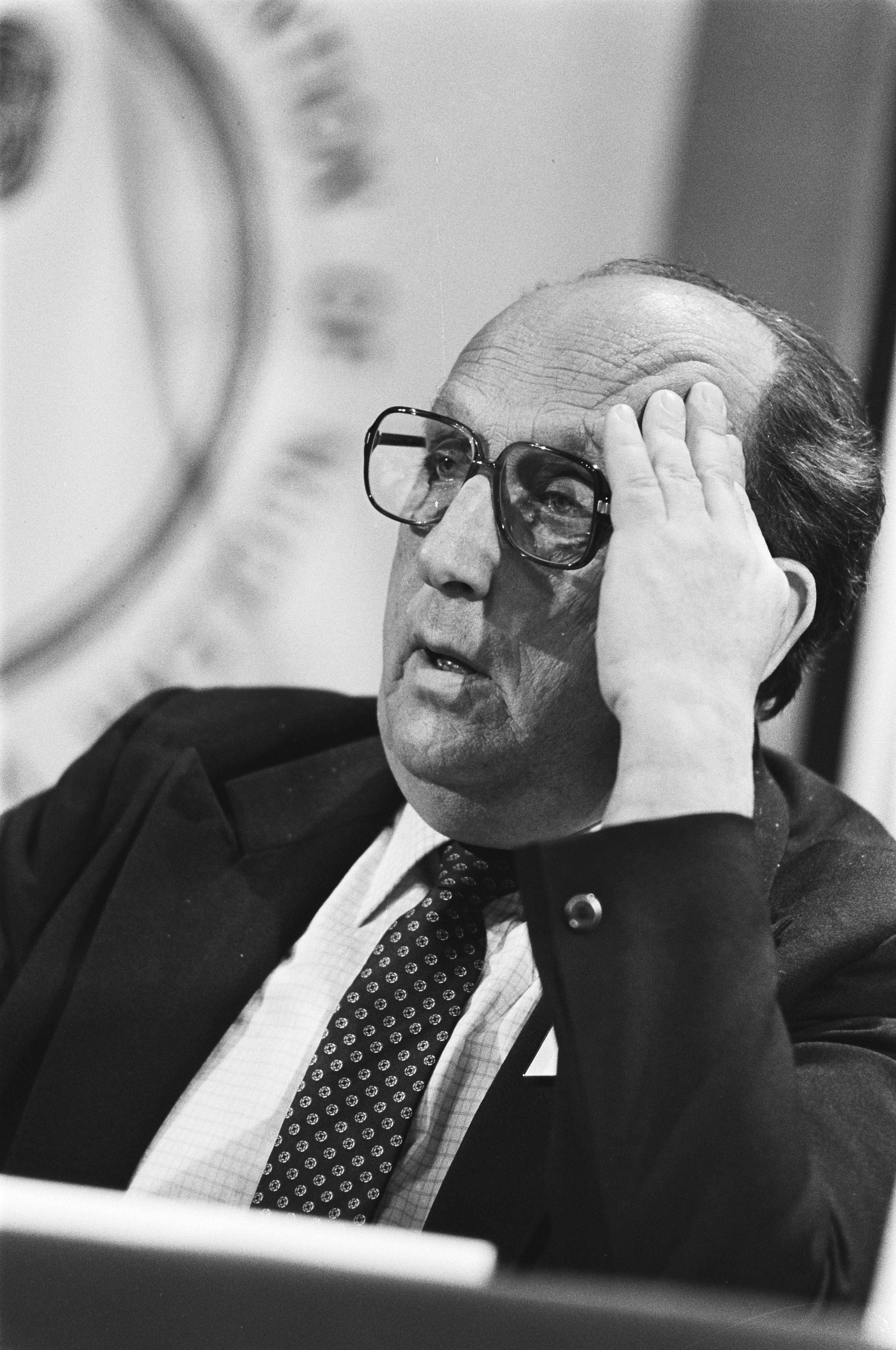
Г. А. Арбатов

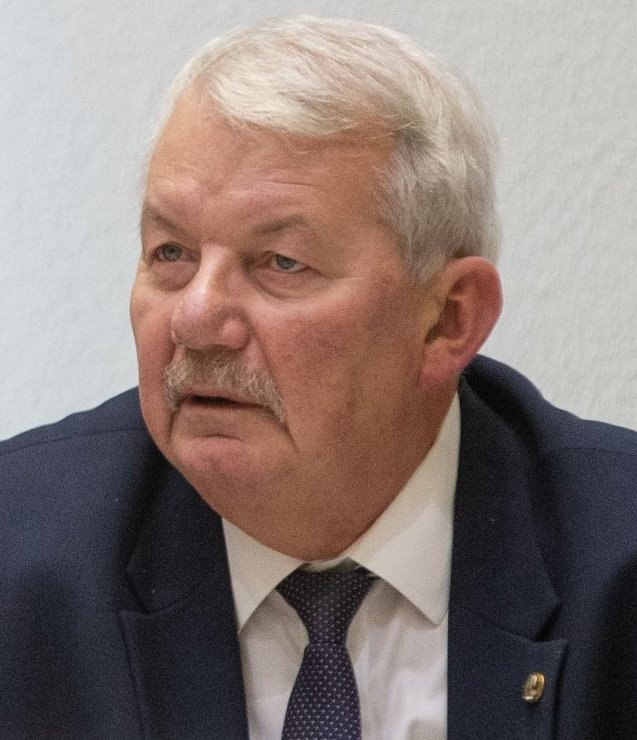
С. М. Рогов

- 1967—1995 гг. — Арбатов Г. А. (академик АН СССР, академик РАН)
- 1995—2016 гг. — Рогов С. М. (академик РАН)
- 2016—2023 гг. — Гарбузов В. Н. (член-корреспондент РАН)
- 2023—2025 гг. — Кислицын С. В. (и. о.)
- 2025—наст. время — Цветкова Н.А. (и. о.)

## Сотрудники

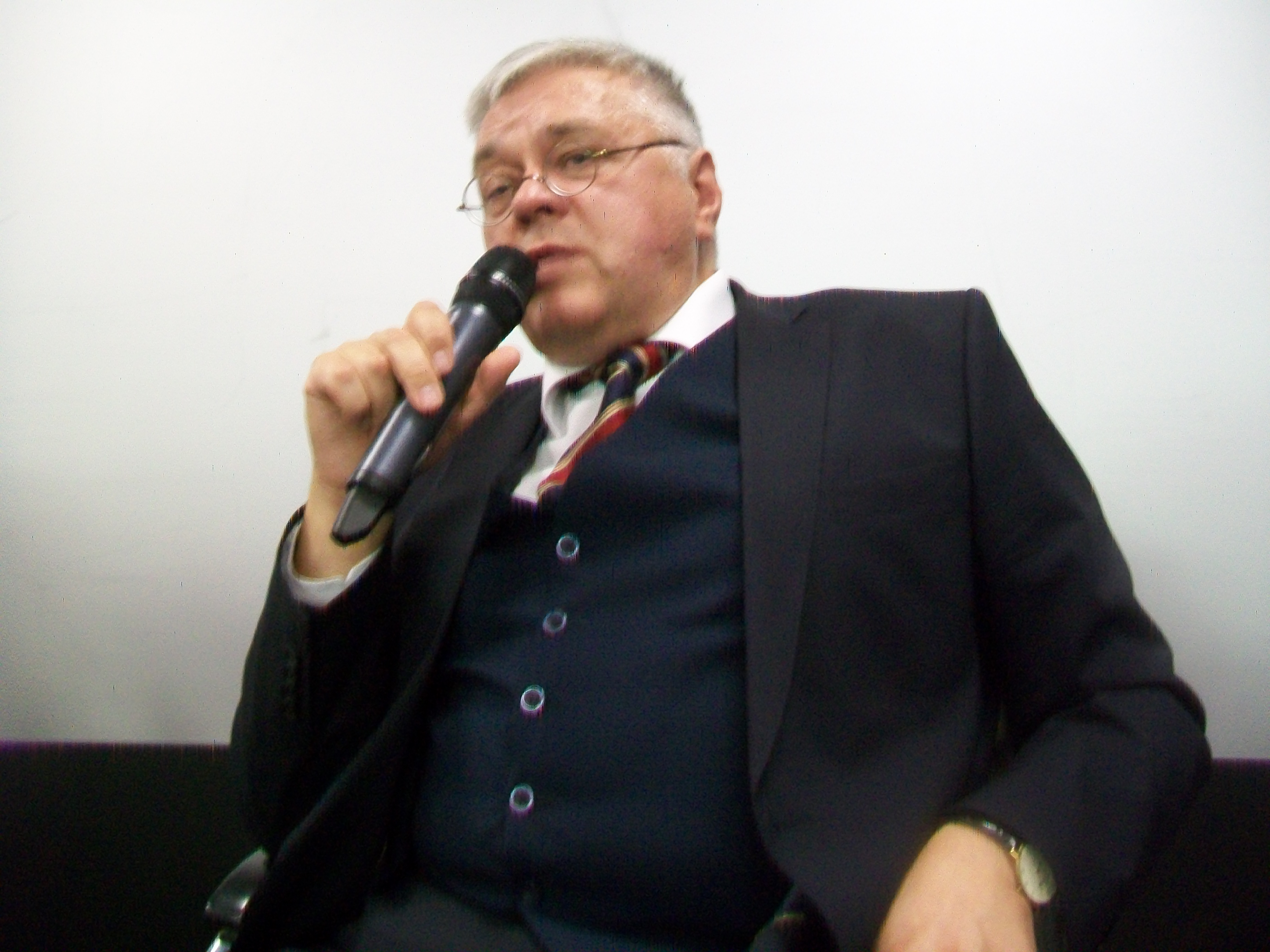
Бывший директор Института В. Н. Гарбузов

- Арбатов, Георгий Аркадьевич — академик АН СССР (1974), основатель, директор (1967—1995), почётный директор (1995—2010).
- Рогов, Сергей Михайлович — академик РАН (2011), директор (1995—2015), научный руководитель с декабря 2015 г., декан факультета мировой политики ГАУГН.
- Гарбузов, Валерий Николаевич — директор Института США и Канады РАН (2015—2023), заместитель декана факультета мировой политики ГАУГН, член-корреспондент РАН (2022).
- Кременюк, Виктор Александрович — заместитель директора, член-корреспондент РАН.
- Супян, Виктор Борисович — заместитель директора, доктор экономических наук.
- Баталов, Эдуард Яковлевич — создатель теории философии международных отношений.
- Иванян, Эдуард Александрович — доктор исторических наук, главный редактор журнала «США и Канада» (1998—2012).
- Кокошин, Андрей Афанасьевич — государственный деятель, доктор исторических наук, академик РАН.
- Лукин, Владимир Петрович — государственный деятель, доктор исторических наук.
- Уткин, Анатолий Иванович — доктор исторических наук.
- Шмелёв, Николай Петрович — доктор экономических наук, академик РАН.

## Примечания

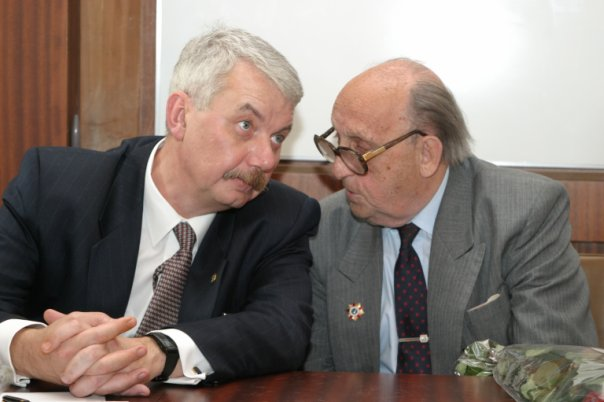
Академики С. М. Рогов и Г. А. Арбатов